# Запозичення в японській мові
Запозичення в японській мові або Ґайрайґо (яп. 外来語, латиніз.: ɡaiɾaiɡo, «запозичене слово») — лексика японської мови, запозичена з інших мов та відтворена власною транскрипцію. Як правило, до ґайрайґо не включають слова давнього китайського походження (漢語, канґо), та включають лексику, запозичену в сучасні часи переважно з англійської, португальської, нідерландської мов і сучасних китайських діалектів (стандартної китайської, кантонської). Слова ґайрайґо в основному написані складовою абеткою катакана, але іноді записані китайськими ієрогліфами (кандзі), це явище відоме як атедзі.
У японській мові є багато запозичених слів із китайської, що становить значну частину сучасної лексики. Ці слова були запозичені в давні часи і записані кандзі. Сучасні китайські запозичені слова, як правило, вважаються ґайрайґо і пишуться катаканою, або іноді пишуться кандзі (або з більш звичним словом як глянцем основного тексту та передбачуваною катаканою як фуріґаною або навпаки); вимова сучасних китайських запозичених слів загалом відрізняється від відповідної звичайної вимови ієрогліфів  японської мови.

## Мови оригіналу
Японська мова має довгу історію запозичень з іноземних мов. Це відбувається з кінця IV століття нашої ери. Деякі стародавні ґайрайґо все ще використовуються в наш час, але є також багато типів слів ґайрайґо, які були запозичені нещодавно.
Більшість, але не всі, сучасні ґайрайґо походять від англійської мови, особливо в епоху після Другої світової війни (після 1945 року). Слова взяті з англійської мови для понять, яких немає в японській мові, а також з інших причин, таких як перевага англійських термінів або модність — багато ґайрайґо мають власне японські синоніми.
У минулому більше ґайрайґо надходило з інших мов, крім англійської. Перший період запозичень стався наприкінці IV століття нашої ери, коли було прийнято величезну кількість китайських ієрогліфів. Цей період можна вважати одним із найвизначніших в історії ґайрайґо, оскільки це був початок формування системи письма з використанням кандзі.
Першими не азіатськими країнами, які мали широкі контакти з Японією, були Португалія та Нідерланди в XVI—XVII століттях, і в японській мові є кілька запозичених слів з португальської та нідерландської мов, багато з яких використовуються досі. Взаємодія між Японією та Португалією тривала з пізнього середньовіччя до раннього періоду Едо (1549—1638). Прикладом запозичених слів з португальської є rasha, що означає товсту вовняну тканину, яка була незамінною в той період, але не часто використовується в наш час. В період Едо (1603—1853) почали впливати на японську мову слова з голландської, такі як glas, gas і alcohol. Крім того, в епоху Едо з'явилося багато медичних слів, таких як Gaze (що означає марля) і neuroses, що прийшли з німецької мови, а багато художніх слів, таких як rouge і dessin, походять з французької. Більшість ґайрайґо з XIX століття прийшли з англійської мови.
В період Мейдзі (кінець XIX — початок XX століття) Японія також мала широкі контакти з Німеччиною та отримала багато запозичених слів з німецької мови, зокрема для західної медицини, якої японці навчилися від німців. Яскраві приклади включають アルバイト арубайто («неповний робочий день» чи «підробіток», часто скорочено до байто) від німецького Arbeit («робота») та enerugī («енергія») від німецького Energie. У цей час японці також отримали кілька запозичених слів із французької мови.
Нині є деякі запозичення із сучасних китайської та корейської мов, зокрема для назв їжі, і процес запозичення триває, оскільки в Японії стають популярними й інші нові продукти; стандартні приклади включають 烏龍茶 ӯрон-чя («улун») і キムチ кімучі («кімчі») відповідно, тоді як більш спеціалізовані приклади включають ホイコーロー Хойко̄ро̄ («двічі приготована свинина», кит.: 回鍋肉) з китайської мови та ビビンバ бібімба («пібімпап» кор. 비빔밥) з корейської. Китайські слова часто представлені китайськими ієрогліфами, але з вимовою, записаною катаканою, щоб вказати на незвичайну вимову, тоді як корейські слова, які більше не використовують китайські ієрогліфи (ханча), представлені тільки катаканою. Інколи існує двозначність у вимові цих запозичень, зокрема в звучанні, як-от то (ト) проти до (ド).
Деякі сучасні китайські запозичення відбулися протягом XVII та XVIII століть завдяки торгівлі та проживанню китайців у Нагасакі, а також новітній хвилі буддистських ченців, школі Обаку, чиї слова походять від мов провінції Фуцзянь. На пізніші корейські запозичення вплинула як близькість, так і значне корейське населення в Японії з початку XX століття.
У 1889 році в японських словниках було вказано 85 ґайрайґо нідерландського походження та 72 ґайрайґо англійського походження. З 1911 по 1924 рік 51 % ґайрайґо, перелічених у словниках, були англійського походження, нині це число складає від 80 % до 90 % ґайрайґо.
Були також деякі запозичення із санскриту, особливо для релігійних термінів. Ці слова, як правило, є транслітераціями, які були несвідомо запозичені з китайської мови.

## Дублети
У деяких випадках дублети або етимологічно споріднені слова з різних мов можуть бути запозичені та іноді використовуватися як синоніми, а іноді окремо.
Найпоширенішим прикладом є カップ каппу («чашка (з ручкою), кухоль») від англійського cup проти більш раннього コップ коппу («чашка (без ручки), стакан») від нідерландського kop або португальського copo. Подібним прикладом є グラス ґурасу («склянка (посуд для напоїв)») від англійського glass проти більш раннього ガラス ґарасу («скло (матеріал)») від нідерландського glas; таким чином фраза ґарасу но ґурасу (ガラスのグラス, «скляна склянка») не є зайвим уточненням, а означає посудину для пиття, спеціально виготовлену зі скла (наприклад, на відміну від пластику). Більш технічний приклад — ソルビトール сорубіто̄ру (англійське sorbitol) проти ソルビット сорубітто (німецьке Sorbit), що використовуються як синоніми.

## Васей-канґо
Окрім запозичень, які прийняли як значення, так і вимову, в японській мові також є великий набір нових слів, створених за допомогою існуючих китайських морфем для вираження іноземного терміна. Вони відомі як васей-канго, «китайські слова, створені в Японії». Цей процес подібний до створення «класичних складних слів» в європейських мовах на основі поєднання коренів із різних мов (зазвичай, з латини та давньогрецької). Багато з них були створені в період Мейдзі, і вони дуже поширені в медичній термінології. Вони не вважаються ґайрайґо, оскільки саме іноземне слово не було запозичене, а іноді використовуються і переклад, і запозичення.

## Написання
У письмовій японській мові ґайрайґо зазвичай пишуть катаканою. Старіші запозичені слова також часто пишуться за допомогою атедзі (кандзі, що використовуються тільки фонетично або для значення) або хіраґани, наприклад, табако з португальської мови, що означає «тютюн» або «сигарета», можна написати タバコ (катакана), たばこ  хіраґана), або 煙草 (кандзі для «димової трави», але все ще вимовляється табако — приклад атедзі на основі значення), при цьому зміни значення немає. Іншим поширеним старішим прикладом є темпура, яка зазвичай пишеться змішаними кандзі / кана (мадзеґакі) як 天ぷら, але також пишеться як てんぷら, テンプラ, 天麩羅 (рідкісні кандзі) або 天婦羅 (звичайні кандзі) — тут це вимова записане атедзі, де символи використовуються лише для їх звучання.
Кілька ґайрайґо іноді пишуться з одним символом кандзі (вибраним за значенням або новоствореним); отже, вони вважаються кунйомі, а не атедзі, оскільки окремі символи використовуються для значення, а не для звуку, і часто пишуться як катакана. Прикладом є пēджі (頁、ページ, «сторінка»).

## Фальшиві друзі перекладачатавасей-ейґо
Існує багато причин плутанини в ґайрайґо: (1) ґайрайґо часто скорочується, (2) їхнє значення може змінюватися (в японській мові або в мові оригіналу після запозичення), (3) багато слів не запозичені, а скоріше вигадано японською мовою (васей-ейґо, «англійські слова, створені в Японії») і (4) не всі ґайрайґо походять з англійської мови.
Через правила японської вимови та її фонологію, засновану на морах, для вимови багатьох слів потрібен значний час. Наприклад, односкладове слово в такій мові, як англійська (brake, «гальмо»), часто стає кількома складами при вимові японською (у цьому випадку бурēкі, ブレーキ, що становить чотири мори). Таким чином, японська мова містить багато скорочених слів, і існує сильна тенденція до скорочення слів. Це також трапляється зі словами ґайрайґо. Наприклад, remote control, «дистанційне керування», при перекладі японською мовою перетворюється на рімо̄то конторо̄ру (リモートコントロール), але потім це було спрощено до рімокон (リモコン). Для іншого прикладу, транскрибованим словом для department store, «універмаг», є депа̄томенто сутоа (デパートメントストア), але відтоді його скорочено до депа̄то (デパート). Є поширеними обрізані словосполучення, такі як ва̄пуро (ワープロ) для word processor, «текстовий процесор». Караоке (カラオケ), поєднання японського слова кара «порожній» і урізаної форми, оке, англійського запозиченого слова orchestra, «оркестр», (від о̄кесутора オーケストラ), є урізаним сполученням, яке увійшло в англійську мову. Японська мова зазвичай бере першу частину іноземного слова, але в деяких випадках замість неї використовується другий склад; примітні приклади з англійської включають хо̄му (ホーム, від (train station) plat-form, «платформа (вокзалу)») і нерушяцу (ネルシャツ, від flan-nel shirt, «фланелева сорочка»).
Деякі японці не знають про походження слів у своїй мові, і можуть вважати, що всі слова ґайрайґо прийшли з англійської мови. Наприклад, японці можуть використовувати такі слова, як те̄ма (テーマ, від німецької Thema, «тема») англійською мовою або рімокон, не розуміючи, що скорочення «remote control» до rimokon відбулося в Японії.
Подібним чином ґайрайґо хоча в деяких випадках полегшує вивчення японської мови для іноземних студентів, також може викликати проблеми через незалежну лексико-семантичну зміну. Наприклад, англійське stove, «піч», від якого походить суто̄бу (ストーブ), має кілька значень. Американці часто використовують це слово для позначення приладу для приготування їжі, і тому дивуються, коли японці сприймають це слово у значені обігрівач (наприклад, дров'яна піч). Японський термін для кухонної плити є іншим ґайрайґо, ренджі (レンジ), від англійського range, «діапазон»; газова плита — гасуренджі (ガスレンジ).
Крім того, в японській мові слова поєднуються способами, які є незвичайними в європейських мовах. Наприклад, left over, — це бейсбольний термін для удару, який проходить над головою лівого захисника («над лівим»), а не для залишків їжи, збережених на потім («залишок»). Це термін, який виглядає як запозичення, але насправді є васей-ейґо.
Студентам, які володіють японською мовою, іноді важко розрізнити ґайрайґо, ґісейґо (ономатопея, звуконаслідування) та ґітайґо (ідеофонія, відтворення звуків природи; як-от «зиґзаґ» — джіґудзаґу, ジグザグ), які також пишуться катаканою.
Васей-ейґо створює більше труднощів для японців і тих, хто вивчає японську мову, оскільки такі слова, щойно ввійшли в лексикон, поєднуються, щоб утворити будь-яку кількість потенційно заплутаних комбінацій. Наприклад, запозичені слова chance, pink, erotic, over, down, up, in, my та boom увійшли до лексикону васей-ейґо, поєднуючись із японськими та іншими англійськими запозиченими словами для створення будь-якої кількості сполучних слів і фраз. «up», або аппу (вгору), поєднується з іншими словами, щоб передати підвищення, наприклад 成績アップ сейсекі аппу (підвищення результатів) і ライフアップ райфу аппу (покращення якості життя). «My» (мій), або май, також регулярно з'являється в рекламі будь-яких товарів. Від туалетного паперу «My Fanny» до електричних ручних дрилів «My Hand», май служить поширеним рекламним інструментом. Сумно відомий бренд напоїв Calpis протягом короткого часу продавав продукт під назвою май пісу або «моя сеча».
Васей-ейґо часто використовується для маскування або реклами ризикованих або сексуальних термінів і натяків, особливо коли їх використовують жінки. Терміни васей-ейґо, що стосуються характеристик, вдачі та звичок людини, також зазвичай з'являються як японський вуличний сленг, від потето чіппусу або «картопляні чіпси» для провінціалки та есу ефу (SF) для «секс-друга».

## Граматична функція
Ґайрайґо — це, як правило, іменники, які згодом можна використовувати як дієслова, додавши допоміжне дієслово -суру (〜する, «робити»). Наприклад, play soccer «грати у футбол» перекладається як サッカーをする (sakkā o suru).
Існують деякі винятки, такі як сабо-ру (サボる, «пропустити урок», від sabotage), яке відмінюється як звичайне японське дієслово — зверніть увагу на незвичайне використання катакани (サボ), за яким слідує хіраґана (る). Іншим прикладом є ґуґу-ру (ググる, «погуглити»), яке відмінюється як звичайне японське дієслово, у якому останній склад перетворюється на окуріґану, щоб уможливити відмінювання.
Ґайрайґо функціонує так само, як і морфеми з інших джерел, і, окрім васей-ейґо (слова або фрази, що утворюються у вигляді ґайрайґо), ґайрайґо може поєднуватися з морфемами японського чи китайського походження в словах і фразах, як у джібіїру (地ビール, місцеве пиво — порівняйте з джідзаке (地酒, місцеве саке)), ю̄дза̄мей (ユーザー名, ім'я користувача — порівняйте шімей (氏名, повне ім'я)) або сейсекі-аппу (成績アップ, покращте (вашу) оцінку).
У стандартних фразах іноді віддають перевагу використанню всього ґайрайґо (у катакані) або всього канґо/ваґо (у кандзі), як у マンスリーマンション (мансурії маншьон, місячна квартира) проти 月極駐車場 (цукіґіме чю̄шяджьо̄, місячна стоянка), але змішані фрази є поширеними та можуть використовуватись як взаємозамінні, як у テナント募集 (тенанто бошю̄) та 入居者募集 (ню̄кьошя бошю̄), обидві означають «шукаю орендаря».

## Фонологія
Запозичення традиційно мали вимову, яка відповідає японській фонології та фонотактиці (закономірності сполучення фонем). Наприклад, platform було запозичено як /hōmu/, оскільки */fo/ не є звукосполученням, яке традиційно зустрічається в японській мові. Однак останнім часом деякі ґайрайґо вимовляються ближче до їхнього оригінального звучання, яке представлено нетрадиційними комбінаціями катакани, як правило, з використанням маленьких знаків катакани або діакритичних знаків (голосових знаків) для позначення цих нетрадиційних звуків. Порівняйте іяхон (イヤホン, «навушники») і сумахо (スマホ, «смартфон»), де використовуються традиційні звуки, і сума̄тофон (スマートフォン, «смартфон»), варіант останнього слова, де нетрадиційна комбінація кани フォ (фу-о) використовується для представлення нетрадиційного звукосполучення /fo/. Це призводить до довгих слів; наприклад, слово fanfare «фанфара» пишеться як фанфа̄ре (ファンファーレ) з сімома складами, не коротшими за оригінал латинського алфавіту (можливо, що воно не було запозичено з англійської, оскільки вимовляється кінцеве «e»).
Подібним чином японська традиційно не має жодної фонеми /v/, замість цього наближається до /b/, але сьогодні /v/ (зазвичай реалізується не як [v], а як дзвінкий [β]) іноді використовується у вимові: наприклад, violin «скрипка» може вимовлятися як байорін (バイオリン), так і вайорін (ヴァイオリン), де ヴァ (буквально «дзвінке у» + «a») представляє /va/.
Іншим прикладом японської трансформації англійської вимови є такушії (タクシー), у якому двоскладове слово taxi «таксі» стає трьома складами (і чотирма морами завдяки довгому і), оскільки збіг приголосних не зустрічаються в традиційній японській мові (за винятком склада ん/ン або /n/), і в якому звук [si] (see «бачити») в англійській мові вимовляється [ɕi] (що для носіїв англійської моноглотів звучатиме як she «вона»), тому що /si/ в Японській реалізується як така.
Цю зміну в японській фонології після введення іноземних слів (тут переважно з англійської мови) можна порівняти з попередніми змінами в японській фонології після введення китайських запозичених слів, таких як закриті склади (ПГП, а не тільки ПГ) і довжина, яка стає фонетична особливість із розвитком як довгих голосних, так і довгих приголосних.
Через труднощі, з якими японці мають розрізнення «л» і «р», це розширення японської фонології не поширилося на використання різних символів кани для /l/ замість /r/, хоча застосування діакритичного знака хандакутен для представлення /l/ було запропоновано ще в період Мейдзі. Таким чином, слова з /l/ або /r/ можуть писатися однаково, якщо запозичені японською мовою. Однак є один важливий виняток через те, що японська мова зазвичай запозичує англійські слова неротичним способом (відсутні звуки «р»).

## Як вбудований лексикон англійської мови
Англійські слова, запозичені в японську мову, включають багато найбільш корисних англійських слів, включаючи високочастотну лексику та академічну лексику. Таким чином ґайрайґо може бути корисним вбудованим лексиконом для японців, які вивчають англійську мову.
Було виявлено, що новозапозичені слова допомагають японській дитині засвоїти лексику розмовної англійської мови. З дорослими ґайрайґо допомагає розпізнавати та вимовляти англійські слова на слух, орфографію, розуміння на слух, запам'ятовувати розмовну та письмову англійську мову, а також розпізнавати та запам'ятовувати на особливо високих рівнях словникового запасу. Більше того, у своїх письмових роботах студенти японської мови віддають перевагу використанню англійських слів, які стали ґайрайґо, ніж тим, які не стали.

## Помилкові уявлення
Японське слово аріґато̄ («дякую») звучить подібно до португальського слова obrigado, яке має таке саме значення. Враховуючи кількість запозичень із португальської мови, може здатися доцільним припустити, що японці імпортували це слово — це пояснення прийнято та опубліковано багатьма. Однак аріґато̄ не є ґайрайґо; скоріше, це абревіатура від аріґато̄ ґодзаймасу, яка складається з відмінювання корінного японського прикметника аріґатай (有難い) у поєднанні з ввічливим дієсловом ґодзаймасу. Існує свідчення, наприклад, у «Манйосю», що слово аріґатай використовувалося за кілька століть до контакту з португальцями. Це робить два терміни хибно спорідненими. Якби португальське слово було запозичене, воно, швидше за все, набуло б форму オブリガド (обуріґадо), або, можливо, ōrigado (через історичне afu та ofu, що скорочуються до ō), і навіть можливо, що воно було б написано як 有難 як атедзі, воно все одно починалося б з «o», а не з «a», а кінцеве «o» було б коротким, а не довгим.

## Зворотні запозичення з японської
Деякі слова ґайрайґо були перезапозичені в вихідні мови, зокрема в жаргон шанувальників японської масової культури та індустрії розваг. Наприклад, аніме (アニメ) — ґайрайґо, що походить від англійського слова animation «анімація», було перезапозичено зі значенням «японська анімація». Подібним чином, пуроресу пуросесу (プロレス) походить від professional wrestling «професійний реслінг» і був прийнятий англомовними фанатами реслінгу як термін для стилю професійної боротьби, який виконується в Японії. Косупуре (コスプレ), або косплей, було утворено від англійських слів costume play, що означає одягання в костюми персонажів аніме, манґи чи відеоігор, і зараз широко використовується в інших мовах (також для позначення одягання в костюмі неяпонських персонажів).
Існують також рідкісні приклади запозичень з індоєвропейських мов, які згодом були запозичені іншими індоєвропейськими мовами, утворюючи таким чином віддалені однокореневі мови. Прикладом є ікура (イクラ, «ікра лосося»), спочатку запозичена з російської (икра) і, можливо, віддалено споріднена (від того ж індоєвропейського кореня) англійському roe («риб'яча ікра»), хоча єдиною ознакою є спільний «р».